# Nationales Ski-Alpin-Zentrum Xiaohaituo
Das Nationale Ski-Alpin-Zentrum Xiaohaituo (chinesisch 小海坨国家高山滑雪中心, Pinyin Xiǎohǎituó guójiā gāoshān huáxuě zhōngxīn) ist ein Skigebiet im Kreis Yanqing, einem Vorort im Nordwesten der Stadt Peking, China.
Das Zentrum war Austragungsort für Ski-Alpin-Wettbewerbe bei den Olympischen Winterspielen 2022 in Beijing. Benannt ist es nach dem Berg Haituo (chinesisch 海坨山, Pinyin Hǎituó shān) mit mehreren Gipfeln, insbesondere den „Großen Haituo“ (chinesisch 大海坨, Pinyin Dàhǎituó) und den „Kleinen Haituo“ (chinesisch 小海坨, Pinyin Xiǎohǎituó).

## Geschichte
Das Zentrum wurde zusammen mit dem Yanqing National Sliding Center, das ebenfalls im Stadtbezirk Yanqing liegt, extra für die Olympischen Winterspiele 2022 gebaut. Konzipiert wurde es von den Schweizer Pistenbauern Bernhard Russi und Didier Défago, welche beide Olympiasieger in der Abfahrt sind. Im Jahr 2015 wurde der Schutzumfang des Beijing Songshan National Nature Reserve angepasst, um den Bau der Anlage zu ermöglichen. Dies sorgte für große Kritik. Im Mai 2017 hat das Umweltschutzbüro des Bezirks Yanqing die Umweltschutzgenehmigung des Projekts Nationales Ski-Alpin-Zentrum erfolgreich abgeschlossen. Es wurde 2019 eröffnet.
Eigentlich war geplant, im Februar 2020 ein Weltcup-Rennen auf der Strecke auszurichten. Dieses musste allerdings aufgrund der COVID-19-Pandemie in China abgesagt werden. Auch 2021 war kein rennmäßiger Test möglich. So kamen die Athleten und ihre Trainer erst in der Woche vor den Olympischen Winterspielen 2022 erstmals in Kontakt mit der Piste.

## Anlage
Das Resort befindet sich in einem Wald auf einer Höhe von 1200 m. Es kann per Zug über die Schnellfahrstrecke Peking–Zhangjiakou besucht werden. Es hat Strecken mit der Länge von insgesamt rund 10 km, darunter gibt es sieben Rennstrecken, welche bis zu 68 Grad nach oben geneigt sind, und damit zu den steilsten Strecken der Welt gehören. Der Start der Abfahrt befindet sich auf 2179 Metern Höhe, das Ziel liegt nach einer Streckenlänge von 2950 Metern auf 1285 Metern. Der Höhenunterschied beträgt etwa 900 Meter, und es ist das größte Skigebiet der Volksrepublik China. Die Pistenbauer haben auf der Abfahrtspiste namens „The Rock“ vier Sprünge mit Weiten bis zu 60 Metern eingebaut.

## Schnee
In der Region fällt nur wenig Schnee (rund 5 Zentimeter Schnee pro Jahr), so dass der Schnee im Resort beinahe zur Gänze künstlich erzeugt werden muss. Der Einsatz von Kunstschnee sorgte teilweise für Kritik.